# 祝福するキリスト (ティツィアーノ)
『祝福するキリスト』（しゅくふくするキリスト、伊: Salvator mundi、英: Christ Blessing）は、イタリア盛期ルネサンスのヴェネツィア派の巨匠ティツィアーノ・ヴェチェッリオが1570年ごろ、キャンバス上に油彩で制作した絵画である。図像はビザンチン美術におけるキリスト教の図像学にさかのぼるもので、「全能のキリスト」を表している。作品はヴェネツィアのバルバリーゴ (Barbarigo)・コレクションに由来し、1850年に同コレクションの『悔悛するマグダラのマリア』、『聖セバスティアヌス』などとともにサンクトペテルブルクのエルミタージュ美術館に購入された。本作の複製がイギリスの個人コレクションとウィーンの美術史美術館に所蔵されている。

## 作品
この絵画がバルバリーゴ家の貴族によって購入された正確な年代はわかっていないが、ヴェネツィアの年代記の作者たちはみな、絵画が17世紀にはすでにそのギャラリーにあったと記している。コシャン師は、1769年に本作の印象を以下のように述べている。「きわめて強い個性のキリスト半身像。色彩はさまざまなやわらかい色調を含む赤、明暗の調子は、明らかに、時代を経て黒ずんでしまっている」。
ビザンチン美術の図像学に則り、イエス・キリストの右手は祝福の印として挙げられ、左手には水晶球を載せている。原型となったビザンチン美術の威厳や力強さを残しつつも、ティツィアーノのキリストはきわめて人間的である。
用いられている主な色彩は赤色と青色などに抑えられ、光り輝く顔には濃淡の変化の繊細なニュアンスが見られる。水晶玉の曇りのない透明性は、ごくわずかな精緻な筆致で表されている。美術史家のジョヴァンニ・カヴァルカセッレは、「とくに宝珠を見れば、正真正銘の熟練の技が明らかだ―それは透明な素材で作られ、手が透けて見える (…)」と述べている。